# 明治大学体育会馬術部
明治大学体育会馬術部（めいじだいがく たいいくかい ばじゅつぶ、Meiji University Equestrian Team）は、明治大学体育会に所属する大学馬術クラブ。オリンピック選手などを多数輩出する大学馬術界の名門クラブである。1920年創部。

## 概要
- 1920年創部。
- 日本馬術連盟、東京六大学馬術連盟、東京都馬術連盟、関東学生馬術連盟、全日本学生馬術連盟に所属。
- 全日本学生馬術大会において、1994年から2010年まで17連覇を達成した記録を保持する。
- 東京六大学馬術競技大会では1981年以降、40年連続優勝などの記録を保持。
- 2020年東京オリンピックでは、日本代表9名中、明大馬術部OBの選手が6名を数えた。（リザーブも含めると12名中8名[1]。その他、青山辰美監督などが指導陣として参加）
- 2024年パリオリンピックでは、各チーム3人で構成される総合馬術団体で、2018年から続く明大馬術部OBトリオによるチーム編成で参加し（リザーブ1名も途中参加）、馬術の日本代表としては92年ぶりとなる史上2回目のメダルを獲得。総合馬術団体でのメダル獲得は史上初。

## 沿革

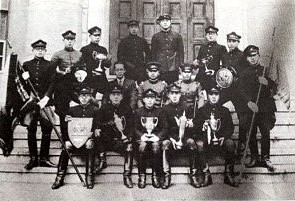
競技会優勝時のメンバー（1935年）

1920年に明治大学学友会（現体育会）で、第10番目のクラブとして正式公認された。
「明治大学馬術部要訓」を作成し、近砲班、駒沢班、国府台班に分かれて活動。その後、その他の大学でも次第に馬術部が発足し、1924年に関東学生馬術協会が創立された。
1955年に東京都の二子玉川に、10馬房、飼料庫、馬具置場、寮完備の合宿所を設置。宮内庁の松林二郎など有力者を指導陣に迎え各大会で活躍。1958年には日本スポーツ賞を受賞。1963年に現在の神奈川県川崎市の明大生田キャンパス内に練習拠点を移転。
1988年から1992年まで、全日本学生馬術大会3種目総合優勝。更に、1994年から2010年まで17連覇を達成。東京六大学馬術競技大会では、1981年から20年連続で団体優勝を果たした。
2018年、新厩舎完成。2020年、創部100周年記念式典挙行。

## オリンピック

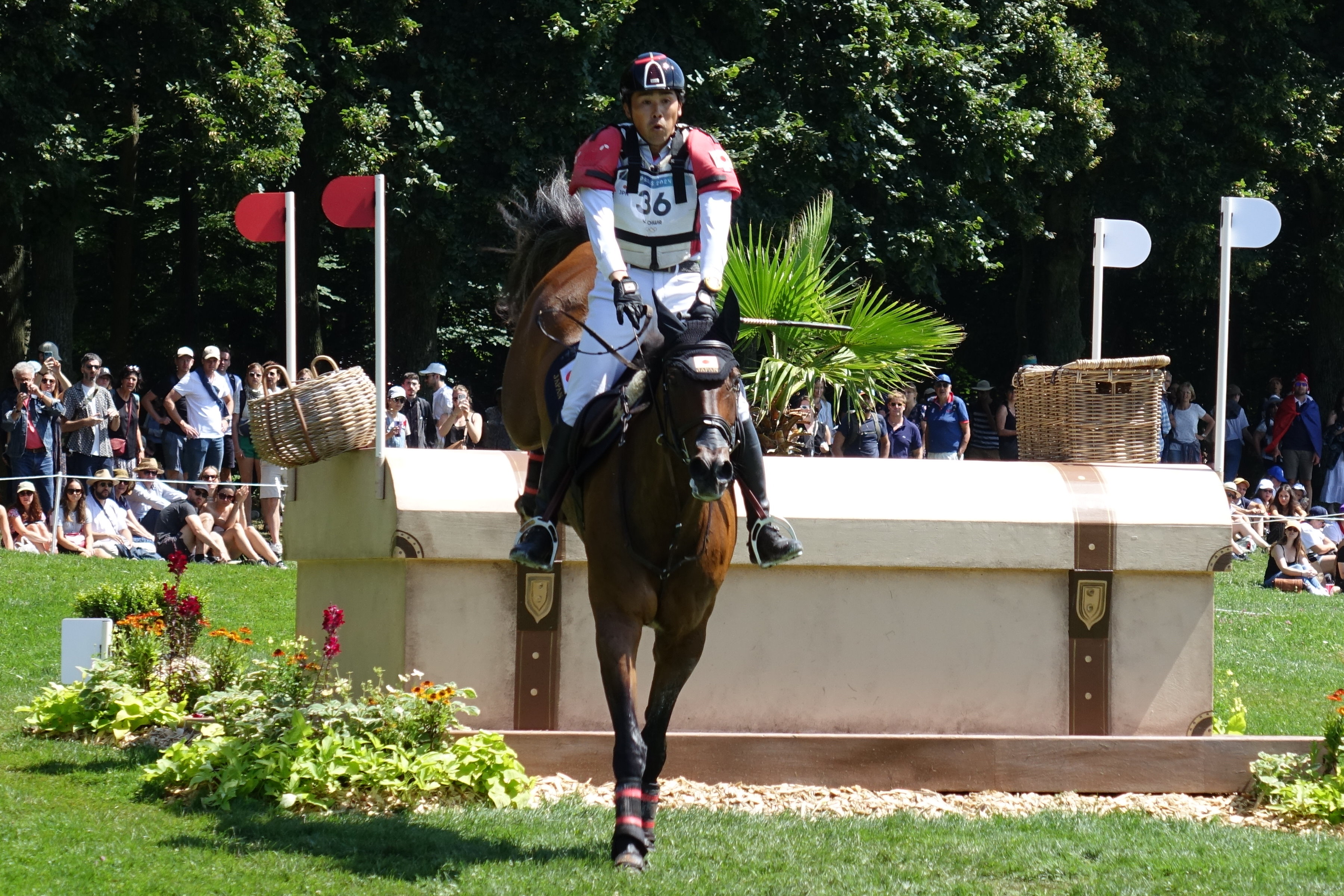
ヴェルサイユ宮殿における総合馬術での大岩義明（2024年パリオリンピック）

多くの卒業生がオリンピックへの出場を果たしており、2020年東京オリンピックでは日本代表9名中、明大馬術部OBは6名を占め、リザーブも含めると代表全12名中、明大OBが8名の陣容となった。戸本一真が総合馬術個人4位で入賞を果し、日本の総合馬術史上最高順位を記録。

### 「初老ジャパン」
2024年パリオリンピックでは、馬場馬術・クロスカントリー・障害馬術の3種目総合で競われ、馬術の要素をほぼ完璧に盛り込んだ複合競技とされる総合馬術団体で、国別に1チーム3名により構成される代表チームに、明大馬術部OBトリオとなる大岩義明、戸本一真、北島隆三の3名による日本代表チームとして臨み（リザーブであった田中利幸も途中参加）、日本の馬術では92年ぶりとなる史上2回目のメダルを獲得した。3名とも英国に拠点をおいて活動しており、このトリオによる日本代表チームは2018年から続くチーム編成となる。
総合馬術団体でのメダル獲得は史上初であり、アジア勢のメダル獲得としても史上初となる。日本オリンピック委員会からは「団長賞」として表彰され、明大本部へは凱旋報告などが行われた。歴史的快挙とともに「初老ジャパン」の愛称でも話題となり、各メディアから取り上げられるに至った。また、2024年の『新語・流行語大賞』ではトップ10に選出された。その後、大岩・戸本・北島の3名はリザーブの田中、そしてそれぞれがオリンピックで騎乗した4頭の馬術競技馬（大岩：MGHグラフトンストリート号、戸本：ヴィンシーJRA号、北島：セカティンカJRA号、田中：ジェファーソンJRA号）と共に、「パリ2024オリンピック総合馬術団体日本代表」として、馬術競技では92年ぶり2回目となる日本のメダル獲得を理由として日本中央競馬会の2024年度JRA賞馬事文化賞を受賞している。

### 2000年以降のオリンピック出場者

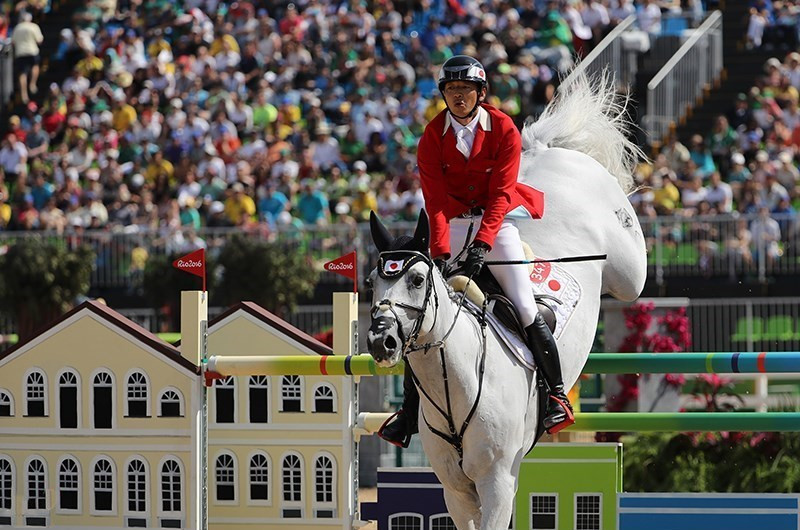
福島大輔（2016年リオデジャネイロオリンピック）

※下記OB選手以外に、各オリンピックで選手団役員やコーチとして明大監督の青山辰美やその他のOBなどが参加
- 2000年シドニーオリンピック
布施勝、土屋毅明
- 2008年北京オリンピック
大岩義明
- 2012年ロンドンオリンピック
佐藤賢希、大岩義明、弓良隆行
- 2016年リオデジャネイロオリンピック
大岩義明、高橋正直、福島大輔、北島隆三
- 2020年東京オリンピック
大岩義明、北原広之、林伸伍、戸本一真、福島大輔、斎藤功貴（リザーブに高橋正直、北島隆三）
- 2024年パリオリンピック
大岩義明、戸本一真、北島隆三

## 明治大学馬術部をモデルにした作品
- 『めいわく荘の人々』（1990〜99 漫画）
主人公は「M治大学文学部」の馬術部員。1988年から長期に亘り連載された人気作品で、コミックスは1998年の23巻まで刊行され、2005年にはワイド版が、後に電子書籍としても刊行されている。バブル時代後期からポスト・バブル期の90年代にかけての代表的な青春群像劇の作品のひとつとされる。

## 主な出身者

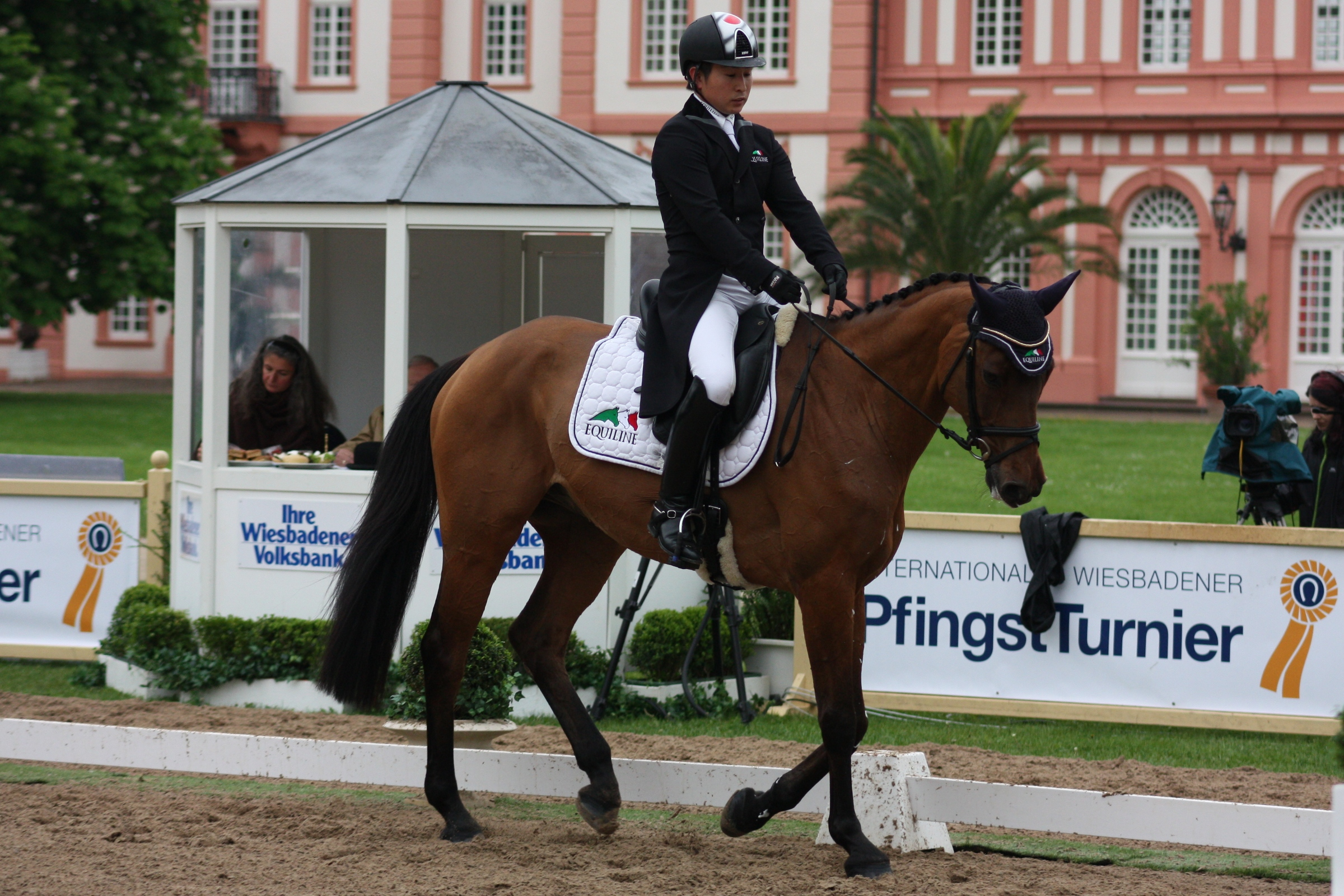
佐藤賢希（2013ヴィースバーデン国際馬術大会）

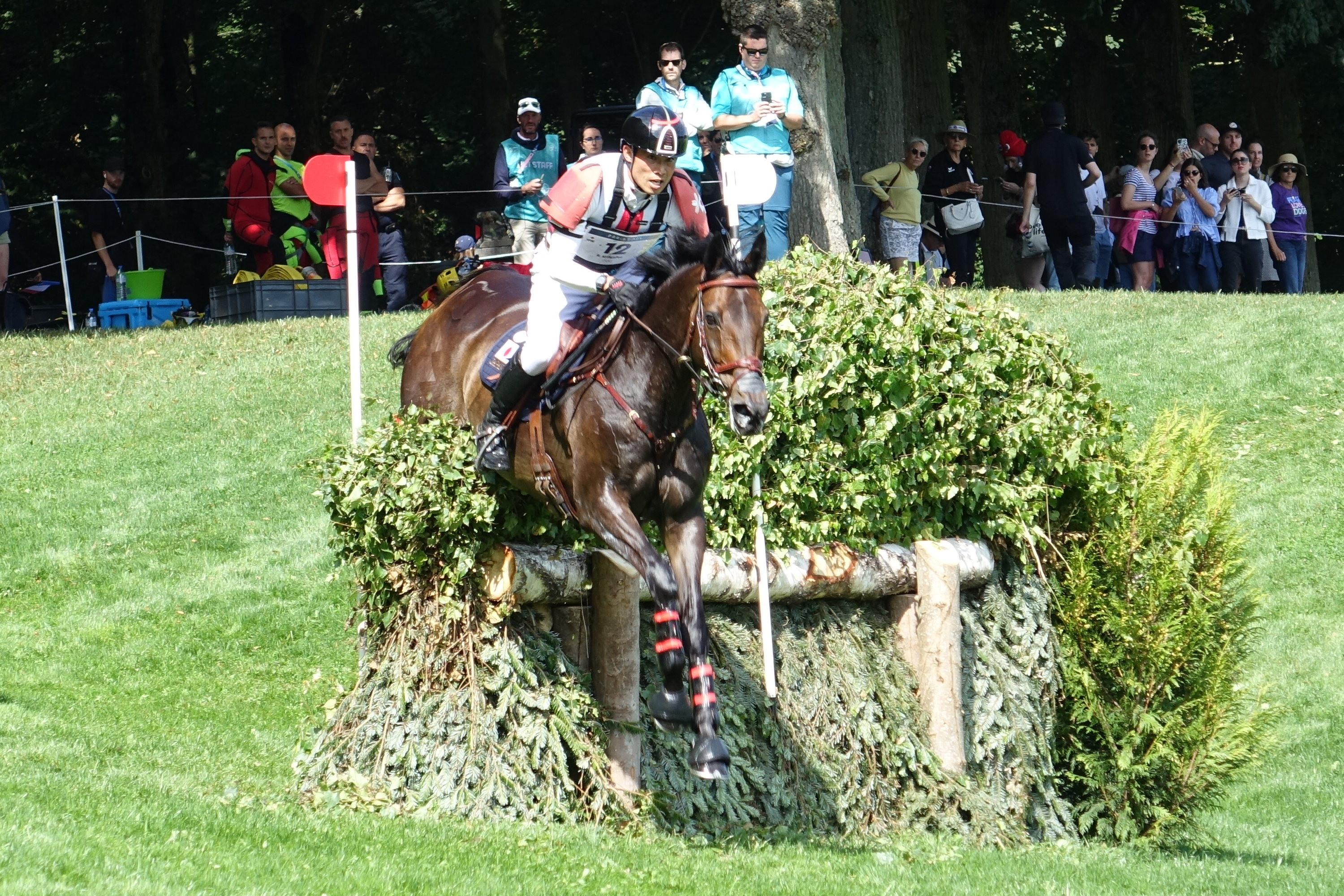
北島隆三（2024年パリオリンピック）

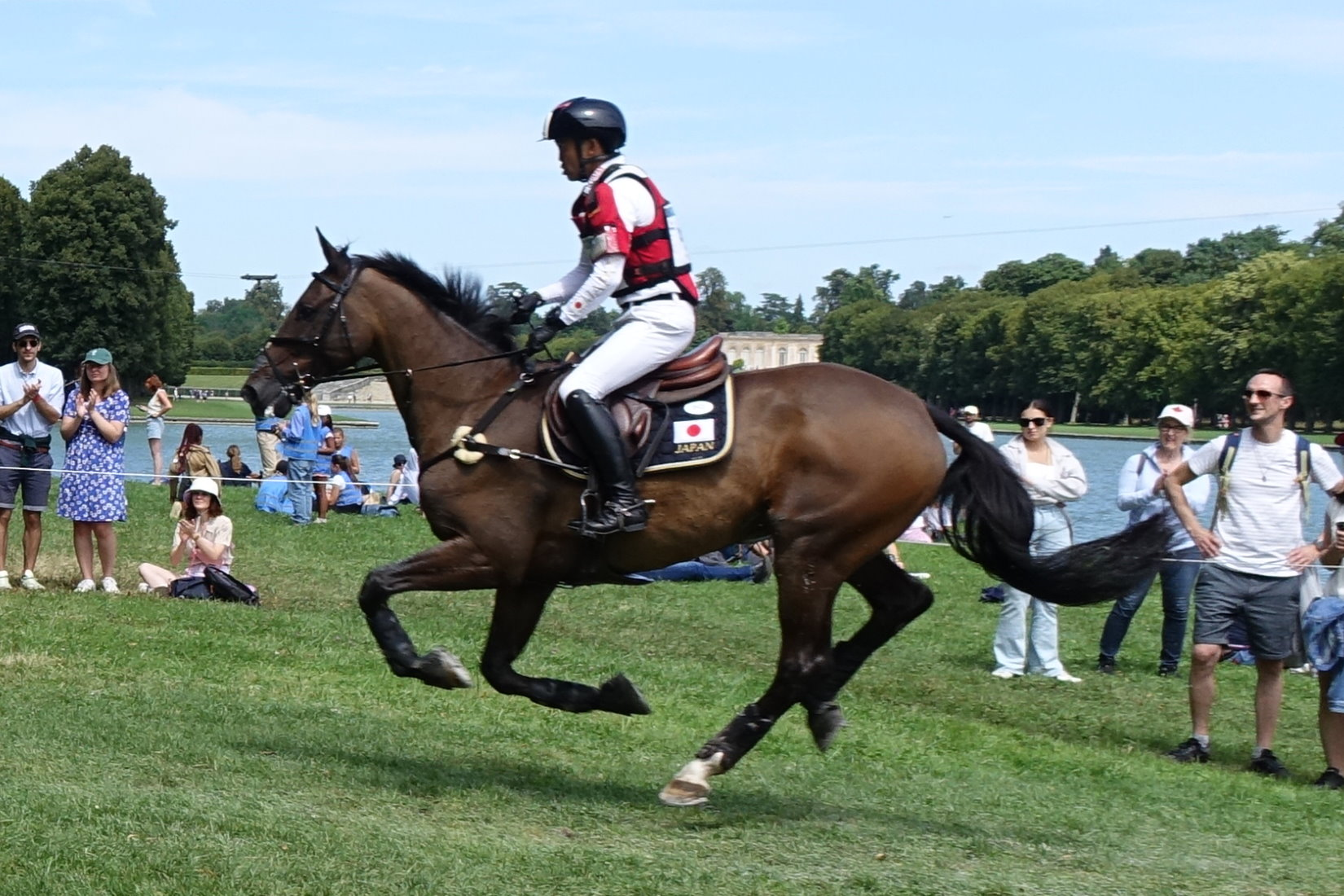
戸本一真（2024年パリオリンピック）

- 石津謙介 - 日本メンズファッション協会最高顧問、ヴァンヂャケット創業者、「アイビールック」生みの親
- 三上隆彦 - 日本フェンシング協会理事長、洋画家
- 酒井利勝 - 五洋建設副会長
- 大岩義明 - 2008年北京オリンピック代表、2012年ロンドンオリンピック代表、2016年リオデジャネイロオリンピック代表、2020年東京オリンピック代表、2024年パリオリンピック団体銅メダル、2018年アジア競技大会金メダル
- 戸本一真 - 2024年パリオリンピック団体銅メダル、2020年東京オリンピック総合馬術4位
- 北島隆三 - 2024年パリオリンピック団体銅メダル、2016年リオデジャネイロオリンピック代表、2018年アジア競技大会総合馬術団体金
- 福島大輔 - 2020年東京オリンピック障害馬術6位、2016年リオデジャネイロオリンピック代表
- 高橋正直 - 2016年リオデジャネイロオリンピック代表、2018世界馬術選手権代表、2018年アジア競技大会団体優勝
- 木曽敏彦 - NSGライディングディビジョン代表、世界馬術選手権日本リーグ優勝、国体連覇
- 林伸伍 - 2020年東京オリンピック代表、2014・2016・2018全日本馬場馬術大会優勝
- 北原広之 - 2020年東京オリンピック代表、全日本馬場馬術大会3連覇、世界馬術選手権出場、アジア競技大会準優勝
- 弓良隆行（英語版） - 2012年ロンドンオリンピック代表、2018年アジア競技大会総合馬術団体金
- 青山辰美 - 2020年東京オリンピック日本選手団役員、明大助監督
- 佐藤賢希（英語版） - 2012年ロンドンオリンピック代表、僧侶
- 布施勝（英語版） - 1996年アトランタオリンピック代表、2000年シドニーオリンピック代表
- 齋藤功貴（英語版） - 2020年東京オリンピック代表、2018年世界選手権代表
- 土屋毅明（英語版） - 1996年アトランタオリンピック代表、2000年シドニーオリンピック代表、2024年パリオリンピックコーチ
- 村上恵祐 - 全日本学生馬術大会優勝、ほくせい乗馬クラブ代表
- 草薙達也 - 2010年アジア競技大会代表、座間近代乗馬クラブ代表
- 相馬小次郎 - 全日本学生馬術大会優勝
- 久保田貴士 - 全日本学生馬術大会3連覇、日本中央競馬会調教師
- 高柳瑞樹 - 日本中央競馬会調教師、JRA通算200勝達成
- 松山将樹 - 美浦トレーニングセンター
- 池添学 - 栗東トレーニングセンター